# BBC ウィークエンド ニュース
『BBCウィークエンドニュース（BBC Weekend News）』は、イギリス・BBCのテレビチャンネル・BBC Oneで週末と祝日に放送される全国ニュース番組であるが、ガイドでは単に『BBC News（BBCニュース）』と呼ばれることがよくある。全てのニュース放送では『BBC Weekend News（BBCウィークエンドニュース）』と呼ばれ、一般的なBBCニュースのタイトルが付けられるが、日曜日の深夜のニュース放送では『BBC News at Ten』という名前が付けられ、同番組のタイトルが付けられる。
日本ではNHKのNHK BS（旧BS1）において、番組の一部を視聴することができる。

## 形式
土曜日と日曜日に3回放送される。主な3つのニュース放送は、ブロードキャスティング・ハウスのスタジオBから放送される。BBC Oneの平日のニュース放送と同様の形式に従うが、長さは短くなる。
昼版は通常13:00に放送される。番組は約10分間放送され、その後すぐに天気予報が続く。
夕方版は通常、17:00から19:00の間に放送される。放送時間は15分で、サルフォードのBBCスポーツからの最新情報が含まれる。番組の後には5分間の地域ニュース、そして天気予報が続く。
深夜版は土曜日は様々な時間に放送され、日曜日は22:00に放送される。BBCスポーツからの最新情報も含まれている。テレビ番組表では『BBC Weekend News（BBCウィークエンドニュース）』と表示されているにもかかわらず、日曜深夜のニュースは、通常、放送では『BBC News at Ten』として放送される。日曜深夜のニュースの後には地域ニュースが続く。
2023年初頭まで、週末のニュース放送はBBCニュースチャンネルでも放送されていたが、この慣行は、同チャンネルとBBCワールドニュースが合併する直前に終了した。イギリスに関する重要なニュースがある場合、ニュースチャンネルのイギリスフィードで同時放送されることがある。

## プレゼンター

### 昼
長年にわたり、昼版はBBCニュースチャンネルのプレゼンターが務めてきた。2006年から2015年までは、通常、マキシン・マウヒニーが務めていた。人事異動後、『BBCニュース24』の初代プレゼンターであるギャビン・エスラーがメインプレゼンターとなり、2017年初頭にBBCを退社するまでその職を務めた。マウヒニーは2017年4月に退任するまで短期間この役職に復帰し、その後はショーン・レイが引き継いだ。
2023年4月にBBCニュースチャンネルとBBCワールドニュースが合併して以来、このニュース放送には特定のプレゼンターはおらず、代わりにニュースチャンネルの早朝シフトを務めていた人が一般的に担当している。

### 夜間
昼版とは異なり、2つの夜間版のプレゼンターは通常、BBC Oneの平日のニュース放送のレギュラーの1人である。シニアプレゼンターのソフィー・ラワースは、主要ニュースやリリーフカバーの際に登場する。

### 現在のプレゼンター
| 年            | プレゼンター             | 現在の役割             |
| ------------- | ------------------------ | ---------------------- |
| 2021年 - 現在 | ベン・ブラウン           | レギュラープレゼンター |
| 2014年 - 現在 | リータ・チャクラバルティ | レギュラープレゼンター |
| 2021年 - 現在 | ジェーン・ヒル           | レギュラープレゼンター |
| 2015年 - 現在 | クライヴ・マイリー       | レギュラープレゼンター |
| 2023年 - 現在 | ケイティ・アドラー       | リリーフプレゼンター   |
| 2018年 - 現在 | ティナ・ダヘリー         | リリーフプレゼンター   |
| 2023年 - 現在 | マリアム・モシリ         | リリーフプレゼンター   |

### 過去のプレゼンター
プレゼンターを務める前の役職がない場合は、このニュースリーダーはリリーフプレゼンターか、時折ゲストとして代役として務めたことになる。
- ジョージ・アレガイアー（1999年 - 2002年）
- マシュー・アムロリワラ（英語版）（2001年 - 2014年・2022年）
- マイケル・アスペル（英語版）（メインプレゼンター、1964年 - 1972年）
- リチャード・ベイカー（英語版）（1954年 - 1982年）
- ジェニー・ボンド（英語版）（メインプレゼンター、1988年 - 1999年）
- フィオナ・ブルース（英語版）（メインプレゼンター、1999年 - 2005年）
- マイケル・バーク（英語版）（メインプレゼンター、1988年 - 2003年）
- マルティン・クロクソール（英語版）（リリーフプレゼンター、2021年 - 2023年）
- ジル・ダンドー（英語版）（メインプレゼンター、1988年 - 1999年）
- ロバート・ドゥーガル（英語版）（メインプレゼンター、1964年 - 1973年）
- クリス・イーキン（英語版）（2013年 - 2015年）
- ヒュー・エドワーズ（臨時リリーフプレゼンター、1999年 - 2023年）
- ギャビン・エスラー（英語版）（2002年、メインプレゼンター、2015年 - 2017年）
- ジョアンナ・ゴスリング（英語版）（2008年 - 2011年）
- アンドリュー・ハーヴェイ（英語版）（メインプレゼンター、1984年 - 1999年）
- フィリップ・ヘイトン（英語版）（メインプレゼンター、1984年 - 1993年、2005年）
- ジョン・ハンフリーズ（英語版）（メインプレゼンター、1981年 - 1993年）
- ダレン・ジョーダン（英語版）（2001年 - 2006年）
- ケネス・ケンドール（英語版）（1954年 - 1981年）
- スー・ローリー（英語版）（メインプレゼンター、1983年 - 1988年）
- ジャン・リーミング（英語版）（メインプレゼンター、1980年 - 1987年）
- クリス・ロウ（英語版）（メインプレゼンター、1988年 - 1999年、2006年 - 2007年）
- ジョン・ソペル（英語版）（2003年）
- マーティン・ルイス（英語版）（1988年 - 1999年）
- エミリー・メイトリス（英語版）（2006年 - 2013年）
- マキシン・マウヒニー（英語版）（メインプレゼンター、1999年 - 2017年）
- ローリー・メイヤー（英語版）（1985年 - 1993年）
- ルイーズ・ミンチン（英語版）（2006年 - 2012年）
- クラレンス・ミッチェル（Clarence Mitchell、1999年 - 2005年）
- クリストファー・モリス（英語版）（1984年 - 1993年）
- リズ・ラティーフ（英語版）（2008年 - 2013年）
- ソフィー・ラワース（英語版）（2002年 - 2006年）
- アンジェラ・リッポン（英語版）（1975年 - 1983年）
- ジョン・シンプソン（英語版）（1981年 - 1988年）
- ピーター・シッソンズ（英語版）（メインプレゼンター、1993年 - 2009年）
- ジュリア・サマヴィル（英語版）（2011年 - 2012年）
- エドワード・ストウトン（英語版）（1993年 - 1999年）
- モイラ・スチュアート（英語版）（メインプレゼンター、1981年 - 1998年、2006年）
- キャロル・ウォーカー（英語版）（2012年 - 2017年）
- リチャード・ホイットモア（英語版）（メインプレゼンター、1972年 - 1988年）
- シアン・ウィリアムズ（英語版）（1999年 - 2013年）
- ニコラス・ウィッチェル（英語版）（メインプレゼンター、1981年 - 1999年）
- ピーター・ウッズ（英語版）（メインプレゼンター、1964年 - 1981年）
- ニコラス・オーウェン（英語版）（2007年 - 2018年）
- ソフィー・ロング（英語版）（2010年 - 2013年、2017年）
- レベッカ・ジョーンズ（Rebecca Jones、2015年 - 2017年）
- カリン・ジャンノーネ（英語版）（2017年）
- サイモン・マッコイ（英語版）（2008年 - 2021年）
- ティナ・ダヘリー（英語版）（2018年 - 2020年）
- ケイト・シルバートン（英語版）（メインプレゼンター、2008年 - 2021年）
- ジョアンナ・ゴスリング（英語版）（メインプレゼンター、1999年 - 2023年）
- ミシャル・フサイン（英語版）（代替プレゼンター、2005年 - 2022年）
- ガレス・バーロウ（英語版）（2023年）

## スポーツニュース
各日深夜の番組では、サルフォードのメディアシティUKにあるBBCスポーツセンター（BBC Sport Centre）からその日のスポーツニュースのまとめが伝えられる。これは通常、BBCニュースチャンネルのスポーツプレゼンターであるオリー・フォスター（Olly Foster）、カルティ・グナナセガラム、リジー・グリーンウッド＝ヒューズ、キャサリン・ダウンズのいずれかが務める。